# Рябоконь, Виктор Александрович
Виктор Александрович Рябоконь (1895, Еленендорф — 27 апреля 1938, Коммунарка) — советский футбольный судья. Судья всесоюзной категории (14.03.1935).
21 октября 1937 арестован и обвинён в участии в контрреволюционной фашистской организации и терроре. Осуждён и расстрелян 27 апреля 1938 года. Реабилитирован в 1957 году.

## Спортивная карьера

### Судья
В качестве главного судьи в классе «А» провёл 6 матчей (1936—1937).
Также судил:
- полуфинал Кубка СССР 1936 года между «Динамо» Тбилиси — «Красное знамя» Глухово (5:1)[2];
- матч 1/4 финала Всесоюзной спартакиады 1928 года между рабочими сборными Уругвая и Финляндии (3:1);
- матч между сборными СССР и Турции (2:1) в 1934 году[3].

### Функционер
Первый председатель спортивного общества «Локомотив» (1936—1937) и приведший «Локомотив» к победе в первом розыгрыше Кубка СССР 1936 года.